# Andreas Wildenhain
Andreas Wildenhain (* 4. Oktober 1965 in Berlin) ist ein deutscher Jazzmusiker und Komponist (E-Gitarre, Komposition).

## Leben und Wirken
Wildenhain begann im Alter von 15 Jahren autodidaktisch mit dem Gitarrenspiel. Er studierte von 1988 bis 1993 an der „Hogeschool voor de Kunsten“ in Utrecht bei Eef Albers und Marcel Karreman. 1993 erhielt Andreas Wildenhain ein Stipendium am Berklee College of Music in Boston, Massachusetts. Die Schwerpunkte des Stipendiums waren „Jazzperformance“ sowie „Jazzkomposition“. In dieser Zeit hatte er u. a. Gelegenheit, mit den Dozenten Brett Willmott und Rick Peckham zu arbeiten. 2000 erhielt er von der Universität Dortmund den Auftrag einer Jazzkomposition für eine Bigband. Die Komposition für die Millenniumsfeierlichkeiten der Dortmunder Universität vereinte Jazzmusik aus verschiedensten Epochen mit aktuellem Hip-Hop.
Lange Zeit arbeitete Andreas Wildenhain mit dem Pianisten Wolfgang Katt zusammen und setzte sich dabei mit Neuer Musik, Improvisierter Musik und deren Verschmelzung mit Formen des Jazz auseinander. In dieser Zeit entstanden zwei CDs, naked jazz-adventures 1994 und 2001 Miles away. Mit Miles away und im Trio mit dem Schlagzeuger Mirko Adden tourte Wildenhain durch Teile Deutschlands und trat bei Jazzfestivals wie z. B. dem „Ostseejazz 2000“-Festival in Rostock auf.
Seine Eindrücke aus einer Reise in die algerische Sahara verarbeitete Wildenhain 2004 auf der CD Andreas Wildenhain + Terra Incognita – musikalische Photographien der Sahara deren Kompositionsstil man als „folk imaginaire“ bezeichnen könnte. Dieser Stil geht zurück auf das Lyoner Musikerkollektiv Association à la Recherche d’un Folklore Imaginaire. Eine bekannte Figur aus diesem Kollektiv ist der Klarinettist Louis Sclavis. Zur CD-Präsentation bekam Andreas Wildenhain Unterstützung durch den renommierten Saxophonisten Charlie Mariano.
Andreas Wildenhain arbeitete von 2006 bis 2010 mit der deutsch/türkischen Sängerin Nic Koray und dem Schlagzeuger Mirko Adden an einer CD und Konzertprogramm im Bereich Indie-Pop/Folk/Alternativ Rock.
Seit 2010 besuchte er in regelmäßigen Abständen Fortbildungen zu algorithmischer Komposition und elektronischer Musik in Paris am IRCAM (Institut de recherche et coordination acoustique/musique). Beeinflusst durch diese Seminare und die Begegnung mit dem spanischen Komponisten Hèctor Parra begann er sich, für die elektronische Musik von Künstlern wie Autechre, sowie die Arbeiten zeitgenössische Komponisten wie Kaija Saariaho, Chaya Czernowin und Alberto Posadas zu interessieren.
2015 präsentierte er im Rahmen der Herner Reihe, Kunst im Aufbau seine Studien zu Musik und Mathematik „Die Sonifikation der Fraktale“. Bei diesem Konzertvortrag untersuchte er nichtlineare arithmetische Gleichungen und stellte sich der Frage, ob und inwieweit höhere mathematische Analysis und deren Computer gesteuerte Verarbeitung interessantes musikalisches Potential für Musiker und Komponisten enthalten kann.
2016 erschien seine Solo-CD "You Promised Me, ...", eine Instrumental-CD mit Kompositionen zwischen Jazz und Rock, auf der er alle Instrumente selbst einspielte.
Ein wichtiger Schwerpunkt seiner Arbeit liegt für Andreas Wildenhain im Unterrichten populärer Rock-, Pop und Jazz-Stile, sowohl in Form von Privatunterricht als auch ergänzt durch Workshops an Volkshochschulen und Musikschulen oder auch des „Vorstudium Jazz“ der „Offenen Jazz Haus Schule Köln“. Seit 2006 veranstaltet er ein Newcomerfestival für Bands seiner Schüler, um diesen Nachwuchsmusikern die Möglichkeit zu geben, erste Live-Erfahrungen zu machen und ihnen ein Sprungbrett für weitere Auftritte und CD-Aufnahmen zu verschaffen.

## Diskografie
- 1994: CD Katt-Wildenhain Quartett: Naked Jazz Adventures, (Music in Motion) Stefan Werni; acoustic bass und Bernd Gremm; drums, Wolfgang Katt; piano.
- 2000: CD Katt-Wildenhain-Adden Trio: Sampler „Ostseejazz 2000“ (Veröffentlichung des Rostocker Jazzfestivals, Livemitschnitt)
- 2001: CD Katt-Wildenhain-Adden Trio: Miles Away (Music in Motion), Wolfgang Katt; piano, Mirko Adden; drums.
- 2004: CD Andreas Wildenhain + Terra Incognita – musikalische Photographien der Sahara (Crecycle Music / Jazznet.com), André Nendza; bass, Christoph Hillmann; drums & percussion, Johannes Lemke; saxophon, clarinet.
- 2009 CD Nic Koray & Band: „Traveller“ (47 Records), Nic Koray; vocals, Mirko Adden; drums, Jörg Regner; bass, Andreas Wildenhain; guitars und loops
- 2016 CD Andreas Wildenhain „You Promised Me, …“ (Wildenhainmusik)